# Sergueï Abdrakhmanov
Pas d'image ? Cliquez ici
Sergueï Abdrakhmanov, né à Miass en 1990, est un grimpeur russe,. 

## Palmarès

### Championnats d'Europe
- 2010 à Innsbruck,  Autriche
  -  Médaille d'or en vitesse